# 廖明宏
廖明宏（？—），中华人民共和国计算机科学家、政治人物，厦门大学软件学院院长，台湾民主自治同盟福建省副主任委员，厦门市副主任委员，中华全国青年联合会原副主席。

## 生平
1993年毕业于哈尔滨工业大学计算机科学与工程系，获博士学位。曾任哈尔滨工业大学计算机学院副院长、软件学院副院长。